# Guè
Guè, anteriormente conocido como Gué Pequeno, seudónimo de Cosimo Fini (Milán, 25 de diciembre de 1980), es un rapero italiano.
Es uno de los tres miembros del Club Dogo, grupo de hip hop activo entre principios de la década de 2000 y mediados de la década siguiente. Desde 2011 ha emprendido una exitosa carrera en solitario, durante la cual ha publicado diez álbumes (uno de ellos con Marracash).

## Biografía

### Primeros años y Club Dogo
Nacido el día de Navidad de 1980, es hijo de los periodistas Marco Fini y Michela. Con el seudónimo inicial Il Guercio, el rapero inició su carrera musical alrededor de 1996, junto a su compañero de clase en el liceo Giuseppe Parini Dargen D'Amico . Los dos, después de una primera demo autoproducida, conocieron a Jake La Furia y formaron con él el grupo Sacre Scuole. El trío sólo lanzará el álbum 3 MC's al cubo y se separará debido a desacuerdos entre D'Amico y La Furia. Los miembros restantes, junto con el productor Don Joe (que había hecho algunos instrumentales para 3 MC's al cubo), formaron más tarde Club Dogo . Durante este tiempo, Pequeno participó en la creación de varios álbumes y mixtapes, entre ellos 50 Emcee's Pt. se destaca. 1 de ATPC y Tutti x uno de DJ Enzo.

### Carrera en solitario

#### Primeras publicaciones (2005-2011)
En 2005 Gué Pequeno lanzó el EP Hashishinz Sound Vol. 1 junto con el DJ productor Deleterio, mientras que al año siguiente lanzó el mixtape Fastlife Mixtape Vol. 1, grabado con DJ Harsh y seguido tres años después por Fastlife Mixtape Vol. 2 - Faster Life.
A lo largo de los años ha colaborado con importantes artistas de la escena underground y no underground, incluidos Noyz Narcos del TruceKlan, J-Ax, Marracash y Entics. En 2010 publicó el libro La legge del cane, coescrito con Jake La Furia . En marzo de 2011 salió al aire en Deejay TV con el programa Un giorno da cani, un formato televisivo de cuatro episodios donde él y Jake La Furia prueban experiencias laborales, transformándolas en letras de sus canciones de hip hop, con Don Joe como base.

#### Il ragazzo d'oroyBravo ragazzo(2011-2014)
En junio de 2011 se lanzó su primer álbum en solitario, titulado Il ragazzo d'oro, que cuenta con la participación de varios raperos italianos, entre ellos Marracash, Entics, Ensi y Jake La Furia. El álbum fue precedido por el single Non lo rivolgerti (Reloaded) y posteriormente también se lanzó el video musical de la canción Ultimi giorni.
También en 2011, el rapero fundó junto a DJ Harsh el sello discográfico independiente Tanta Roba, cuyo primer producto fue Il mio primo disco da vendere de Fedez. Fastlife Mixtape Vol. 1 se lanzará el 20 de enero de 2012. 3, fruto de la colaboración con DJ Harsh y otros artistas italianos del género como los citados Fedez, Emis Killa, Salmo, Gemitaiz y Daniele Vit.
El 28 de marzo de 2013, se lanzó el mixtape Guengsta Rap, disponible para descarga gratuita desde su sitio web oficial. Las pistas del álbum están mezcladas por DJ Jay-K. El 5 de abril se lanzó Business, el primer sencillo del segundo álbum de estudio del rapero y producido por 2nd Roof. El vídeo relacionado, precedido de un tráiler en el que se revela la fecha de lanzamiento del álbum, fijada para el 4 de junio, y en su lugar se publica el 9 de abril. Posteriormente se anunció el segundo sencillo Rose nere, lanzado en iTunes el 23 de abril; El vídeo fue publicado en YouTube el 26 de abril, fecha en la que se reveló el título del álbum, Bravo ragazzo. El 9 de mayo anunció, a través de su página de Facebook, la lista de canciones del álbum, mientras que al día siguiente publicó el tercer sencillo del álbum, el homónimo Bravo ragazzo.
El 13 de junio se publicó un adelanto del videoclip de la canción Il drink & la jolla, realizado con la participación de Ntò y publicado el 18 de junio. El 10 de julio se lanzó un adelanto del video musical de Tornare indietro, una canción con la cantante británica Arlissa; El vídeo salió dos días después. El 12 de septiembre se anunció el videoclip de la canción Brivido, realizado junto a Marracash, y estuvo disponible el 17 de septiembre.
En diciembre de 2013, Bravo ragazzo fue certificado platino por alcanzar el umbral de 50 000 copias vendidas. En 2021 fue certificado doble platino.

#### Vero(2015)
En la primavera de 2015, Pequeno renovó su contrato con Universal Music Group y anunció su firma con Def Jam Recordings, convirtiéndose en el primer artista italiano en firmar con el sello. Después de esto, el rapero lanzó el video de una canción inédita titulada Squalo. Este último, junto con los sencillos Le bimbe piangono e Interstellar, anticipó el lanzamiento del tercer álbum en solitario del rapero, titulado Vero y publicado el 23 de junio del mismo año. En el mismo año colaboró con Fabri Fibra en la canción E tu ci convivi, incluida en el álbum Squallor. En junio del mismo año, Pequeno participó en el Festival de Verano 2015 con Interstellar, obteniendo una nominación al Premio RTL 102.5 - Canción del verano.

#### Colaboración con Marracash (2016-2017)
El 4 de enero de 2016, a través de las redes sociales, el rapero anunció la creación de un álbum de estudio junto a Marracash. Lanzado el 24 de junio del mismo año, el álbum se titula Santeria y está compuesto por quince canciones, incluido el sencillo principal Nulla succede, lanzado el 7 de junio. En el mismo año fue elegido entre los jueces de la tercera edición del programa de televisión TOP DJ. El 31 de marzo de 2017, el dúo lanzó el álbum en vivo Santeria Live, que contiene el concierto completo que realizaron en el Alcatraz de Milán. El 3 de julio se lanzó el videoclip de la canción Tony, la última de Santeria y filmada en Bogotá.

#### CaballeroySinatra(2017-2020)
El 21 de abril de 2017 Gué Pequeno lanzó el sencillo Trinità para descarga digital y streaming, este último promocionado por el video relacionado dirigido por Igor Grbesic y Marc Lucas. A este le siguió el doble single Non ci sei tu/T'apposto, lanzado el 2 de junio del mismo año.  El 6 de junio, el rapero anunció oficialmente su quinto álbum en solitario Gentleman, que fue lanzado el 30 del mismo mes y consta de varias canciones en colaboración con varios artistas, incluidos Sfera Ebbasta y Marracash. La edición estándar del álbum fue lanzada en ediciones Versión Roja y Versión Azul, presentando diferentes portadas y pistas adicionales, mientras que la versión de lujo estuvo disponible exclusivamente en Amazon.com. La promoción del álbum continuó con el lanzamiento del sencillo Milionario, lanzado el 7 de julio y que cuenta con la voz de El Micha.  El sencillo alcanzó el número 9 en la lista Top Singles, y fue certificado doble platino por FIMI por más de 100 000 copias vendidas.  El siguiente sencillo, Lamborghini, alcanzó la cima de las respectivas listas, vendiendo más de 200 000 copias en Italia. 

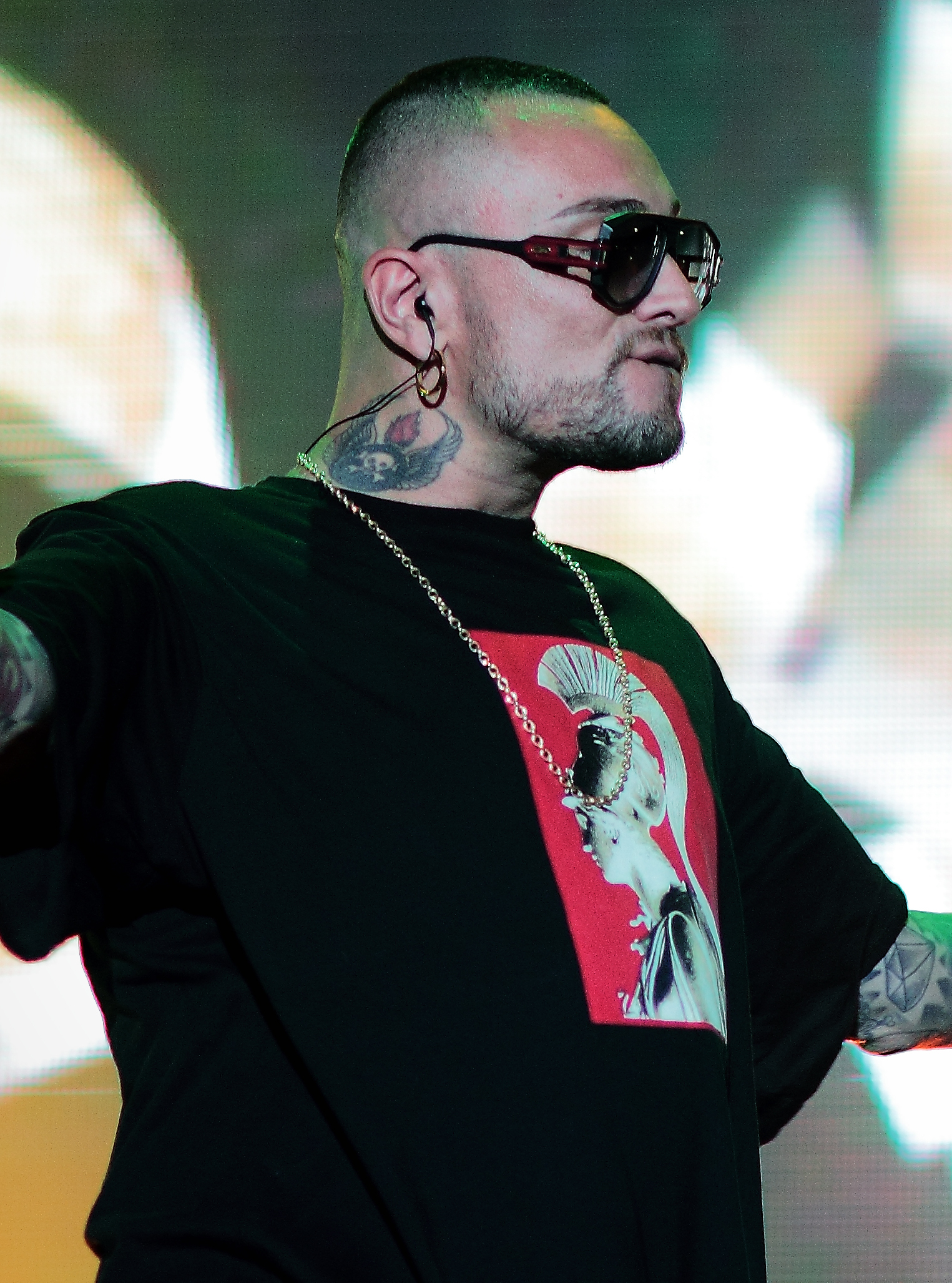
Guè en concierto en 2017

El 6 de abril de 2018 Gué Pequeno lanzó el sencillo inédito Come se fosse normale, mientras que el 18 de mayo se lanzó Nero Bali de Elodie, en el que el rapero colaboró vocalmente junto a Michele Bravi. El mes siguiente, sin embargo, comienza con otro nuevo single, Lungomare latino, grabado en colaboración con Willy William. El 1 de agosto de 2018 anunció oficialmente su entrada a Billion Headz Music Group, sello fundado por Sfera Ebbasta y Charlie Charles. El 24 del mismo mes anunció a través de sus redes sociales oficiales el lanzamiento de su quinto álbum en solitario Sinatra, el cual se produjo el 14 de septiembre siguiente y fue precedido por el sencillo Trap Phone. El álbum fue posteriormente promocionado con los sencillos Bling Bling (Gold) y 2%, ambos con un éxito comercial moderado. El 8 de febrero de 2019 actuó en el 69º Festival de San Remo, haciendo un dueto con Mahmood en la canción Soldi, quien luego fue proclamado ganador en la última noche del evento. Desde abril de 2019 es juez del concurso de talentos The Voice of Italy. El 21 de junio del mismo año lanzó Gelida estate EP .

#### Mr. FiniyFastlife 4(2020-2021)
El 14 de junio de 2020, Gué Pequeno anunció su séptimo álbum Mr. Fini, al que definió como su «colosal» y que fue lanzado el 26 del mismo mes. De allí se extrajeron los singles Saigon y Chico, el segundo de los cuales alcanzó la quinta posición en el Top Singles. Posteriormente, 25 ore también fue lanzado como single, para la ocasión en una versión remezclada por Shablo y que contó con la participación vocal de Ernia. En el mismo año colaboró con Anna en la creación del single Bla bla, lanzado en octubre. En diciembre de 2020, el rapero lanzó el inedito Vita veloce freestyle, producido por DJ Harsh.
El 26 de marzo de 2021, el rapero reeditó su álbum debut Il ragazzo d'oro con motivo del décimo aniversario de su lanzamiento. Además de las canciones de la edición original, presentes aquí en una versión remasterizada, la colección también contiene remixes inéditos realizados por varios artistas pertenecientes a la escena del hip hop italiano como Charlie Charles, Gemitaiz y Lazza. El 9 de abril de 2021 se lanzó el mixtape Fastlife 4, continuando la serie de mixtapes iniciada en 2006 junto con DJ Harsh.

#### Cambio de nombre a Guè,GuesusyMadreperla(2021-2024)
El 14 de noviembre, el rapero anunció que cambiaría su seudónimo, pasando de Guè Pequeno a Guè; En las siguientes semanas anunció el séptimo álbum Guesus. Lanzado el 10 de diciembre, el álbum cuenta con la participación de varios artistas, incluidos Coez, Ernia, Elisa y Rick Ross, y debutó directamente en el primer lugar en el FIMI Album Chart . Para promocionar el álbum, el rapero realizó un concierto especial en la Fabrique de Milán el 24 de febrero de 2022.
En enero de 2023, el artista reveló detalles sobre su octavo álbum Madreperla, que fue lanzado el 13 del mismo mes.  El álbum fue producido íntegramente por Bassi Maestro y está compuesto por doce temas puramente hip hop, algunos de los cuales fueron creados con Paky, Anna, Marracash, Sfera Ebbasta y Rkomi; Mollami pt. También aparece en la lista de pistas. 2, continuación de Mollami (tomado de Vero, 2015) y elegido como sencillo principal del proyecto. 
En febrero de 2024 participó como invitado en el 74° Festival de San Remo, junto a Luchè, Gigi D'Alessio y Geolier, este último en competición en el Festival, junto a quien cantó un popurrí titulado Strade, que alcanzó el primer puesto en las listas en la noche de la portada.

#### Tropico del Capricorno(2025-presente)
El 10 de enero de 2025 se lanzó su noveno álbum de estudio, Tropico del Capricorno, en el que participan artistas como Rose Villain, Shiva, Stadio, Ernia y Chiello; En este álbum Guè combina sonidos pop con hip hop, una elección confirmada por su participación entre los grandes nombres del 75° Festival de San Remo junto a Shablo, Tormento dei Sottotono y Joshua.

## Discografía

### Como solista
- 2011 – Il ragazzo d'oro
- 2013 – Bravo ragazzo
- 2015 – Vero
- 2016 – Santeria (con Marracash)
- 2017 – Gentlemen
- 2018 – Sinatra
- 2020 – Mr. Fini
- 2021 – Guesus
- 2023 – Madreperla
- 2025 – Tropico del Capricornio

### Con la Sacre Scuole
- 1999 – 3 MC's al cubo

### Con la Club Dogo
- 2003 – Mi fist
- 2006 – Penna capitale
- 2007 – Vile denaro
- 2009 – Dogocrazia
- 2010 – Che bello essere noi
- 2012 – Noi siamo il club
- 2014 – Non siamo più quelli di Mi fist
- 2024 – Club Dogo

### Con la Dogo Gang
- 2005 – Roccia Music I (con Marracash)
- 2008 – Benvenuti nella giungla

## Filmografía

### Cine
- Mucchio selvaggio, dirigida por Matteo Swaitz (2007)
- 5 Euro, dirigida por Tekla Taidelli (2008)
- Toda la noche, dirigida por Gianluigi Sorrentino (2015)
- Cetto c'è, senzadubbiamente, dirigida por Giulio Manfredonia (2019)
- Autumn Beat, dirigida por Antonio Dikele Distefano (2022)
- I soliti idioti 3 - Il ritorno, dirigida por Francesco Mandelli, Fabrizio Biggio y Martino Ferro (2024)

### Televisión
- L'ispettore Coliandro – Serie de TV, episodio 7x03 (2018)
- Sinatra - La Serie – serie de TV (2018)
- Celebrity Hunted: Caccia all'uomo (2024) - concursante

## Doblaje
- Stephen Stevo Jones en Step Up: All In